# Пилипчук Тетяна
Тетя́на Пилипчу́к (* 2004) — українська стрибунка з трампліна.

## Життєпис
Народилася 2004 року. Призерка Чемпіонатів України. Брала участь у змаганнях Міжнародної федерації лижного спорту з 2016 по 2019 роки, включно з Кубком FIS. У липні 2019 року дебютувала в Континентальному кубку зі стрибків на лижах сезону 2019/2020 у казахстанському Щучинську, посівши 16 місце. У серпні 2019-го вона двічі посідала 46 місце на Континентальному кубку в Щирку. У загальному заліку Континентального кубка за підсумками сезону посідала 73 місце.
В індивідуальних стрибках на зимових Юнацьких Олімпійських іграх 2020 року у Лозанні посіла 28 місце, а на Чемпіонаті світу з лижних видів спорту серед юніорів 2020 року в Обервізенталі на тих же змаганнях — 55 місце. У змішаних командних змаганнях на Чемпіонаті світу серед юніорів фінішувала 15-ю і останньою, коли австрійська команда виграла титул — разом з Віталіною Герасим'юк, Антоном Корчуком і Юрієм Янюком.
У сезоні 2020/2021 17 грудня 2020 року в Рамзау-ам-Дахштайн вперше взяла участь у кваліфікації змагань Кубка світу зі стрибків на лижах. На Чемпіонаті світу з лижних видів спорту 2021 року в Оберстдорфі не змогла кваліфікуватися в індивідуальних змаганнях, посівши 56-е місце. У Континентальному кубку 2020/2021, який проходив у двох змаганнях, вона посіла 29-те місце в загальному заліку.
На літніх змаганнях у Ришнові, 21 серпня 2021 року здобула найкраще місце на Континентальному кубку, будучи 15-ю. На Чемпіонаті світу з лижного спорту серед юніорів 2022 року в Закопане посіла 23 місце в індивідуальних стрибках. 12 березня 2022 року дебютувала на Кубку світу в Обергофі.